# SIP
SIP (на английски: Session Initiation Protocol – Протокол за иницииране на сесия) е протокол за сигнализация (Signaling Protocol), който се използва предимно за контрол и управление на разговори в реално време в IP мрежи, като например IP базирана телефония и незабавни съобщения. SIP, подобно на HTTP, е протокол от типа клиент-сървър. Според слоевете на модела OSI SIP се определя като принадлежащ към приложния слой (7). Стандартът обяснява как да се използва SIP по TCP, UDP и TLS (UDP се използва най-често). Порт 5060 е определен за SIP от IANA.
SIP клиентите използват TCP или UDP обикновено на порт номер 5060 за свързване със SIP сървъри и други точки на свързване, използващи този протокол. Протоколът може да бъде използван от всякакъв вид приложения, нуждаещи се от създаване и поддържане на сесия.

## Предимства на протокола
Устройството на формата на хедъра, както и комуникацията между клиента и сървъра, са базирани на добре установени интернет стандарти, като HTTP и SMTP. Това устройство или дизайн гарантира, че всяка заявка на протокола ще бъде последвана от предефиниран набор от SIP отговори. Този модулен строеж позволява добавянето на нови операции, чрез просто добавяне на нови заявки или методи (англ. requests или SIP methods) със съответните им отговори. Тъй като протоколът е изграден от прости текстови масиви, парсирането (разчитането) им и отделянето на различните команди е сравнително лесно.

## Стандартизация
SIP е стандардизиран чрез следните RFC документи:
- RFC 3261 SIP, RFC 3263 Locating SIP Servers
- RFC 2327 SDP, RFC 3264 Offer/Answer Model with SDP